# IBM 5100
IBM 5100 Portable Computer je jeden z prvních přenosných počítačů představený v září 1975, šest let před IBM PC, a osm let před prvním úspěšným IBM kompatibilním přenosným počítačem Compaq Portable. V roce 1973 byl ve výzkumném centru IBM Palo Alt vyvinut jeho prototyp nazývaný SCAMP (Special Computer APL Machine Portable). Ať byl považován za evoluční nebo revoluční krok od prototypu SCAMP, stále vyžadoval napájení z elektrické zásuvky.
Když byl v roce 1981 představen počítač IBM PC, nesl označení IBM 5150 demonstrující jeho návaznost na řadu „IBM 5100“, i když jeho architektura byla odlišná od ostatních zařízení této řady. IBM 5100 byl druhý přenosný počítač společnosti IBM. Prvním byl v roce 1960 počítač IBM 1401 přezdívaný DataMobile navržený pro vojenské použití, který bylo možné přepravovat nákladním automobilem.
Na IBM 5100 navázaly počítače IBM 5110 (v lednu 1978) a IBM 5120 (v únoru 1980); prodej počítačů této řady byl ukončen v březnu 1982.

## Prototyp SCAMP

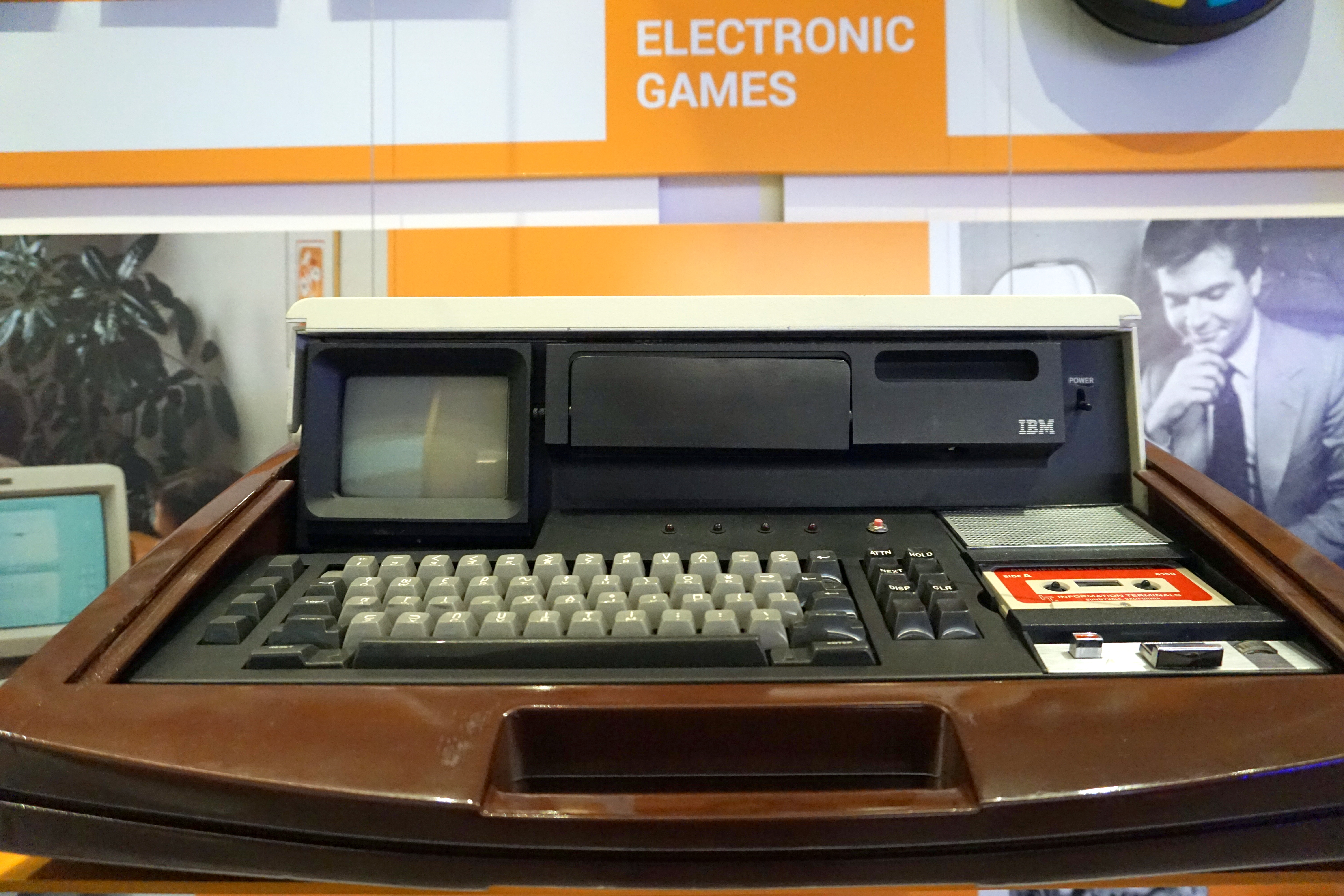
Prototyp SCAMP

V roce 1973 se Bill Lowe podílel na vývoji inženýrského prototypu nazvaného SCAMP (Special Computer APL Machine Portable), který vytvořil Dr. Paul Friedl s týmem ve vědeckém centru IBM Los Gatos. SCAMP byl v PC Magazine označen za „první osobní počítač na světě“.
Lowe využil inženýrský prototyp a návrhový model průmyslového designera Toma Hardyho při svých prvních snahách ukázat životaschopnost jednouživatelského počítače.
SCAMP emuloval minipočítač IBM 1130, aby na něm bylo možné spustit APL\1130. APL byl v roce 1973 dostupný pouze na sálových počítačích, zatímco většina mikropočítačů stolní velikosti, např. Wang 2200 nebo HP 9800 nabízela pouze BASIC.
Protože SCAMP byl první přenosný jednouživatelský počítač, který emuloval výkon APL\1130, časopis PC Magazine jej v roce 1983 označil za „revoluční koncept“ a „první osobní počítač na světě“.

## Popis
IBM 5100 používal 16bitový procesorový modul nazývaný PALM (Program All Logic in Microcode), který IBM 5100 Maintenance Information Manual také nazýval řadič. PALM mohl přímo adresovat 64 KB paměti. Některé konfigurace IBM 5100 měly měly větší paměť než 64 KB díky jednoduchému přepínání bank paměti. Interprety jazyků APL a BASIC byly uloženy ve zvláštním adresním prostoru Language ROS, ke kterému PALM přistupuje jako k perifernímu zařízení. Bylo dostupných dvanáct modelů: s BASICem, s APL nebo s oběma jazyky. Velikost RAM mohla být 16 KB, 32 KB, 48 KB nebo 64 KB. 5100 se prodával za cenu mezi 8975-19975 dolarů (v dnešních cenách by to byl asi pětinásobek).
Počítač IBM 5100 byl často popisován jako „přibližně padesátilibrový“, jeho váha však byla spíše 55 liber (25 kg). Časopis BYTE v prosinci 1975 uvítal počítač IBM 5100 slovy „IBM vítej ve světě osobních počítačů“ a popisoval jej jako „25kilogramové balení interaktivního osobního výpočetního prostředí“ a uvedl, že do oblasti „osobních počítačů vstupuje výrobní a servisní gigant,“ i když jeho počítač má „prémiovou cenu“.
Počítač tvořený jednou jednotkou velikosti menšího kufru o váze asi 25 kg obsahoval klávesnici, pětipalcový CRT displej, páskovou jednotku, procesor IBM PALM, několik stovek KB ROM se systémovým softwarem, a až 64 KB RAM. Díky tomu, že mohl být transportován v kufříku, byl označován jako „přenosný“.
V roce 1975 bylo úžasným technickým úspěchem vyrábět a dodávat kompletní počítač s velkým množstvím pamětí ROM a RAM, obrazovkovým displejem a magnetopáskovou jednotkou v podobě celku, který lze přenášet. Dřívější stolní počítače přibližně stejné velikosti, např. HP 9830, neobsahovaly displej a neměly ani zdaleka tolik paměti. 5100 měl zabudovaný CRT displej (s úhlopříčkou pět palců) a zobrazoval 16 řádků po 64 znacích. Počítač měl přepínač, který umožňoval zobrazovat všech 64 znaků každého řádku nebo pouze prvních nebo druhých 32 znaků (proložených mezerami). K dispozici byl také přepínač pro zobrazení prvních 512 bytů hlavní paměti v šestnáctkové soustavě pro diagnostické účely.
IBM 5100 umožňoval připojení dvou druhů tiskáren: jehličkové tiskárny IBM 5103 nebo elektrického psacího stroje přes rozhraní TYCOM 5100 (společnosti Tycom Systems Corporation), které umožňovalo tisknout na psacím stroji IBM Selectric rychlostí 15,5 znaků za sekundu.
IBM 5100 byl vybavený páskovou jednotkou na datové kazety QIC DC300 s kapacitou 204 KB. Jedna pásková jednotka byla nainstalována ve stroji a druhá (Model 5106) mohla být připojena. Na pásku bylo možné zapisovat v několika formátech po blocích velikosti 512 bytů. Disketové jednotka byla volitelně dostupná až u typu IBM 5110.
Současně s ohlášením 5100 společnost IBM ohlásila také komunikační adaptér IBM 5100, který umožňoval přenos dat mezi 5100 a vzdáleným systémem. Díky němu mohl počítač 5100 pracovat jako terminál IBM 2741 a byl navržen tak, aby mohl komunikovat s IBM 2741 kompatibilními stroji ve start-stop režimu s použitím kódu EBCD (Extended Binary Coded Decimal). Kód EBCD se podobal rozšířenějšímu kódu IBM EBCDIC, ale nebl zcela stejný. Počítač měl také (neinzerovaný) volitelný sériový I/O port. Pro jeho používání bylo nutné zavést z pásky podporu pro programovací jazyky APL a BASIC. Na rozdíl od komunikačního adaptéru, který umožňoval připojení pouze k zařízením, která podporovala komunikační Terminál IBM 2741, sériový port umožňoval uživatelům připojit libovolné zařízení, které používalo standardní sériový I/O port, včetně zařízení jiných firem než IBM.
Jeden časopis popisoval „zajímavý standardní rys“ – připojení 5100 k televizoru, který bylo možné použít jako externí videomonitor; k připojení sloužil BNC konektor na zadním panelu. 5100 měl na čelním panelu přepínač pro výběr mezi režimy zobrazování bílé na černém nebo černé na bílém, který však fungoval pouze pro interní displej. Externí monitor nabízel pouze světlé znaky na černém pozadí. Snímkový kmitočet byl pevný 60 Hz.

## Research Device Coupler
V roce 1977 časopis IBM Systems Journal publikoval článek „The IBM 5100 and the Research Device Coupler - A personal laboratory automation system“, ve kterém je uvedeno, že „Pomocí přenosného počítače IBM 5100 ve spojení s Research Device Coupler byl vyvinut malý laboratorní automatizační systém. Tento kompaktní systém poskytuje specializovaný počítač s vyšším programovacím jazykem a univerzálním rozhraním pro sběr dat a řízení experimentů, který je schopen přenášet data rychlostí 9600 baudů. Jako příklad použití tohoto systému jsou uvedeny dva experimenty. Výzkumný Device Coupler popsaný v tomto článku je prototypem IBM 7406 Device Coupler.“

## Programovací jazyky
5100 byl dostupný s APL, BASICem nebo oběma programovacími jazyky. V době jeho uvedení byl APL obecně dostupný pouze na sálových počítačích, a většina počítačů stolní velikosti, např. Wang 2200 nebo HP 9830 nabízela pouze BASIC. Jako stolní počítač, který nabízel APL, mohl soutěžit a mohl být inspirován starším systémem MCM/70.
Stroje, které podporovaly oba jazyky, měly na čelním panelu přepínač pro výběr jazyka. Na čelním panelu 5100 to byl třetí přepínač zleva: nahoru APL, dolů BASIC.
Když inženýři z IBM požádali jednoho z beta testerů, Donalda Polonise, aby zhodnotil počítač IBM 5100, zkonstatoval, že IBM 5100 nebude použitelný jako osobní počítač, pokud se lidé budou muset učit APL, aby jej mohli používat. Snažil se vyjádřit fakt, že aby byl přijat musí osobní počítač být snadno použitelný. Zdá se, že pro začátečníky byla hlavní překážkou používání jazyka APL speciální znaková sada a klávesnice. Jazyk APL má výkonné funkce pro práci s daty jako jsou vektory a matice, zatímco na konkurenčním počítači HP 9830 bylo potřeba pro maticové operace použít rozšíření v podobě přídavné ROM.
IBM 5100 měl zvláštní režim údržby. Přestože nebyl určen běžným uživatelům, manuál popisoval klávesnicovou posloupnost pro vstup do tohoto režimu. Režim údržby umožňoval přímé čtení i zápis do paměti RAM, video RAM, CPU registrů, vektorů přerušení, hodinového čítače, atd., pomocí šestnáctkových kódů ekvivalentních s jazykem symbolických adres. Díky tomu bylo možné zapisovat programy přímo do RAM. V tomto režimu počítač pracoval bez operačního systému a znalý uživatel v něm mohl vytvářet stabilní víceúlohové programy používající přerušení.

## Emulátor v mikrokódu
5100 byl založený na inovativním konceptu společnosti IBM, který pomocí emulátoru napsaného v mikrokódu umožňuje malému a relativně levnému počítači spouštět dříve napsané programy pro mnohem větší a dražší počítače bez vynaložení času a dalších nákladů pro vytvoření a odladění nových programů.
K dispozici byly dva takové programy: nepatrně změněná verze APL interpretu APLSV společnosti IBM pro sálové počítače se System/370, a interpret BASICu používaný na minipočítačích System/3 společnosti IBM. Mikrokód 5100 byl schopen emulovat většinu funkčnosti jak počítačů pro System/370 tak pro System/3.
Splečnost IBM později použila stejný přístup pro IBM PC model XT/370, což bylo standardní IBM PC XT s kartou pro emulaci System/370.

## Odraz v populární kultuře
John Titor, údajný cestovatel v čase, který se vydává za amerického vojáka z roku 2036 sídlícího v Tampě na Floridě, měl být přidělen k vládnímu projektu cestování v čase a vyslán zpět do roku 1975, aby získal počítač IBM 5100, který je v roce 2036 podle jeho slov potřeba k ladění různých starších počítačových programů - což je možná narážka na Problém roku 2038 v UNIXu. Na počítači IBM 5100 běží programovací jazyky APL a BASIC.
John Titor a počítač IBM 5100 (přejmenovaný na „IBN“ 5100, aby se zabránilo problémům s autorskými právy) jsou hlavními body zápletky vizuálního románu Steins;Gate, kde se podílejí na zastavení výzkum organizace SERN při vytváření dystopické budoucnosti.